# Togitsu
Togitsu (japanska: 時津町?, Togitsu-chō) är en landskommun (köping) i Nagasaki prefektur i Japan. 